# مگنوس گودمن
مگنوس گودمن (انگلیسی: Magnus Goodman; ۱۸ مارس ۱۸۹۸ – ۱۸ ژوئیهٔ ۱۹۹۱) بازیکن هاکی روی یخ اهل کانادا بود.